# Croisilles, Calvados
Croisilles är en kommun i departementet Calvados i regionen Normandie i norra Frankrike. Kommunen ligger i kantonen Thury-Harcourt som ligger i arrondissementet Caen. År 2022 hade Croisilles 646 invånare.

## Befolkningsutveckling
Antalet invånare i kommunen Croisilles
Referens: INSEE